# Stachelibis

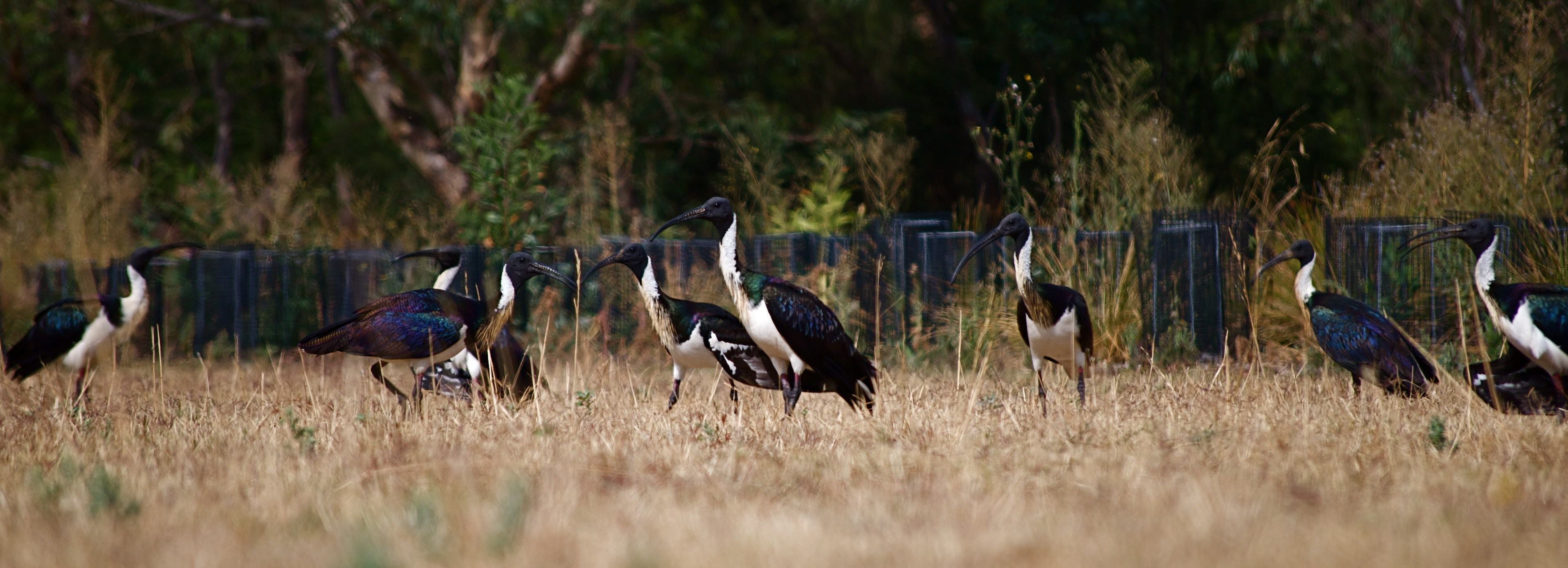
Trupp Stachelibisse

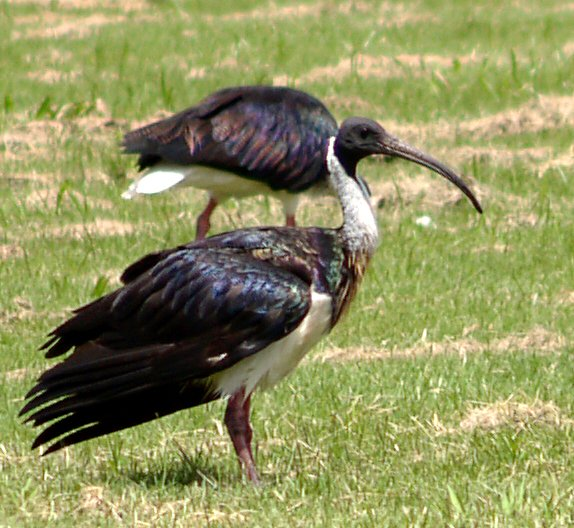
Stachelibis

Der Stachelibis oder Strohhalsibis (Threskiornis spinicollis) ist ein in Australien lebender Ibis. Die IUCN stuft die Art als nicht gefährdet (least concern) ein.

## Äußere Merkmale
Der Stachelibis erreicht eine Körperlänge von 60 bis 70 Zentimetern. Auf Kopf, Hals und den nach unten gebogenen Schnabel entfallen dabei ungefähr die Hälfte. Die Flügelspannweite beträgt 100 bis 120 Zentimeter. Stachelibisse wiegen zwischen 1,1 und 1,5 Kilogramm.
Ähnlich wie beim gleichfalls in Australien beheimateten Molukkenibis ist sein Kopf dunkelgrau und federlos. Der Hals dagegen ist weiß gefiedert. Namensgebend sind die auffälligen, stachelartigen gelblichen Federn, die das Männchen am Vorderhals aufweist und die bis zur oberen Brust reichen. Der Rücken und die Flügel sind braun mit einem grün-lila Schimmer.
Der Sexualdimorphismus ist nicht sehr ausgeprägt. Den Weibchen fehlen die stachelartigen gelblichen Federn am Vorderhals, sie sind außerdem etwas kleiner, was bei Paarbeobachtungen auffällt. Bei Weibchen ist außerdem das dunkle Brustband nicht weiß unterbrochen. Noch nicht geschlechtsreife Jungvögel haben ein matteres Gefieder, bei ihnen ist der Schnabel außerdem kürzer und etwas gerader. Das Gefieder adulter Stachelibisse weisen sie erst mit einem Alter von drei bis vier Jahren auf.
Stachelibisse laufen gewöhnlich langsam mit einer fast horizontalen Körperhaltung, der Kopf ist dabei gerade. Sie baumen häufig auf. Bei der Nahrungssuche untersuchen sie mit dem Schnabel den Boden nach Nahrung. Längere Strecken fliegen sie hoch in der Luft, der Flug ist gradlinig, Trupps bilden dabei häufig eine V-förmige Formation. Die langsamen und tiefen Flügelschläge werden durch kurze Gleitphasen unterbrochen. Im Flug ist der Hals ausgestreckt. Unter Ausnutzung von der Thermik erreichen sie gelegentlich Flughöhen von mehreren hundert Metern.

## Verbreitung und Lebensraum
Der Stachelibis ist eine endemische Art Australiens, anders als der Molukkenibis ist er auf Neuseeland kein Irrgast. In Neuguinea findet er sich dagegen regelmäßig ein. Zum australischen Verbreitungsgebiet zählen auch die Norfolk- und Lord-Howe-Insel. In Australien ist der Stachelibis sehr weit verbreitet. Er fehlt lediglich im ariden Landesinneren Australiens. Sein Verbreitungsgebiet hat sich im Verlauf der letzten Jahrzehnte vergrößert. Er hat vor allem von der Umwandlung von zuvor bewaldeten Flächen in Weide- und Agrarland, zunehmenden Bewässerungsanlagen und dem Bau von Wasserspeichern profitiert. Weideland wird von ihnen jedoch nur genutzt, wenn sich natürliche Baumgruppen in der Nähe befinden, die die Trupps zum Ruhen nutzen können. Von Farmern wird der Stachelibis gerne auf Weideflächen gesehen, weil er als Vernichter von Schädlingen gilt. Der Stachelibis ist allerdings nicht sehr effektiv in der Vernichtung von Heuschreckenplagen.
Stachelibisse bevorzugen als Lebensraum Feuchtgebiete und Grasland, sie sind aber auch auf landwirtschaftlichen Flächen zu finden, wo sie dem Pflug folgen, um an die Oberfläche gelangte Insekten zu suchen. Den unmittelbaren Küstenbereich nutzen sie selten als Lebensraum, auch in den ariden Regionen im Inneren Australiens sind sie verhältnismäßig selten. Permanent oder nur kurzzeitig bestehende Gewässer werden jedoch von ihnen verhältnismäßig schnell besiedelt. Stachelibisse nutzen auch urbanen Lebensraum und kommen in Gärten, auf Sportplätzen und entlang von Straßenrändern vor.
Stachelibisse sind Teilzieher. Teile der Population sind Standvögel und bleiben in der Nähe ihrer Brutareale, ein weiter Teil zieht zu bestimmten Jahreszeiten über lange Distanzen, ein dritter in Abhängigkeit von den lokalen Gegebenheiten. Es gibt zwei Hauptzugrichtungen. Die eine verläuft in Nord-Süd-Richtung zwischen dem Südosten und dem Norden Australiens. Die zweite verläuft zwischen Ostaustralien und den Brutplätzen im Landesinneren Australiens.

## Nahrung
Das Nahrungsspektrum der Stachelibisse ist sehr groß. Die Zusammensetzung hängt von den lokalen Gegebenheiten ab. Zum Nahrungsspektrum zählen Krebstiere, Frösche, Fische, Käfer, Heuschrecken, Raupen, Spinnen und Wasserschnecken. Mit ihrem langen Schnabel untersuchen sie Löcher und Spalten im Boden, Grasbüschel sowie die Flachwasserzone. Stachelibisse stehlen ihren Artgenossen auch Beutetiere. Etwa 75 Prozent ihrer Tageszeit verbringen Stachelibisse mit der Nahrungssuche. Der Schwerpunkt der Aktivität fällt in die Morgen- und Nachmittagsstunden. Während der heißesten Tageszeit ruhen sie.

## Fortpflanzung

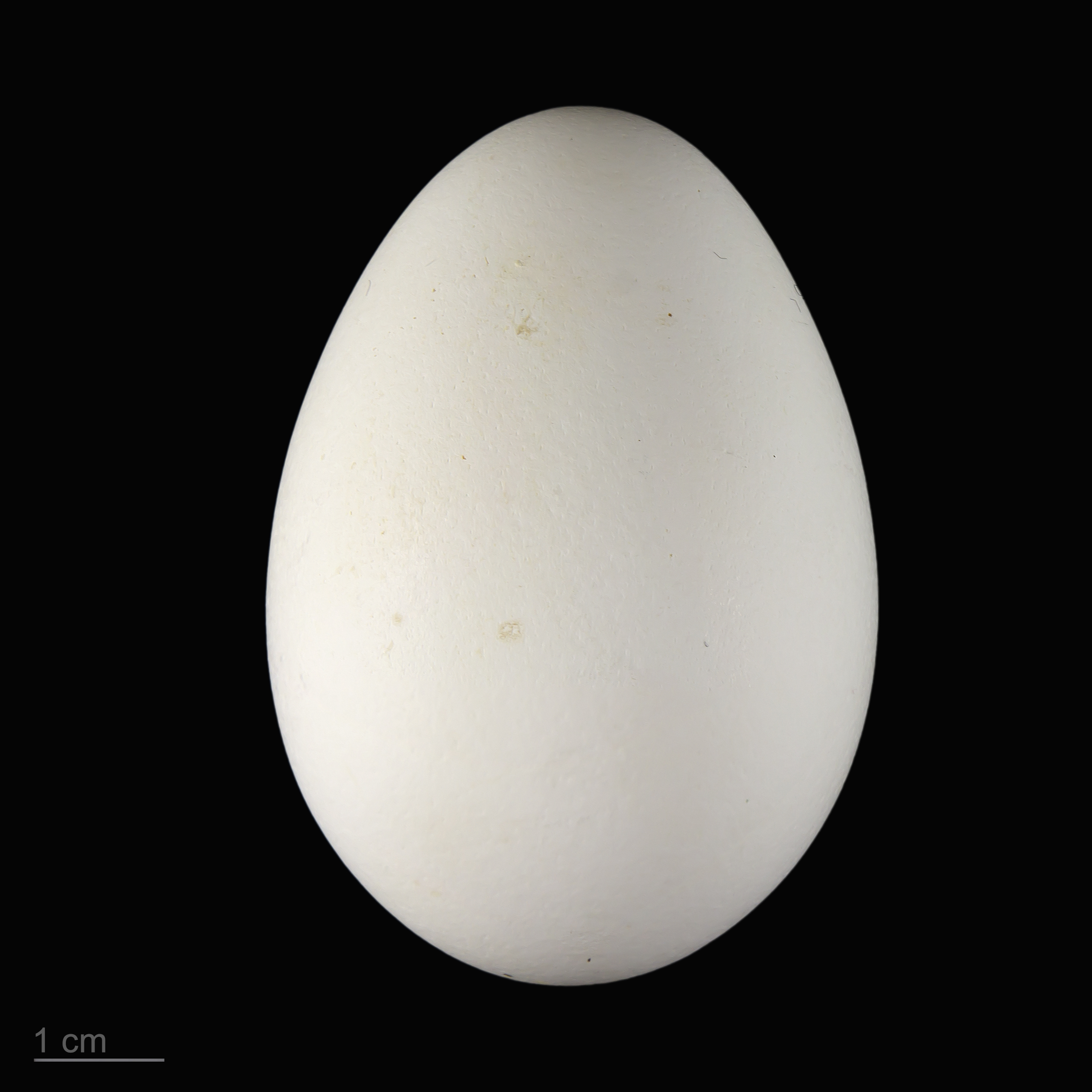
Ei des Stachelibisses (Threskiornis spinicollis)

Brutkolonien des Stachelibisses finden sich in Feuchtgebieten, die mit Schilf, Sträuchern oder Bäumen bestanden sind. Die Nester befinden sich gewöhnlich in Bäumen; auf Inseln oder am Rand von Feuchtgebieten können sich Nester auch auf dem Boden befinden. Im Osten Australiens ist die Regenzeit gewöhnlich der Auslöser der Brutzeit.
Der Stachelibis brütet von August bis Januar im Süden des Verbreitungsgebiets, von Februar bis Mai im Norden. Er legt zwei bis drei, selten bis zu fünf Eier. An der Brut sind beide Elternvögel beteiligt. Die Jungen schlüpfen nach 25 Tagen und werden nach fünf Wochen flügge.

## Belege

### Einzelbelege
1. 1 2   Higgins, S. 1087.
2. 1 2 3   Higgins, S. 1088.
3. ↑  Higgins, S. 1089.
4. ↑   Higgins, S. 1093.